# Pusiola straminea
Pusiola straminea là một loài bướm đêm thuộc phân họ Arctiinae, họ Erebidae.